# Odón II de Champlitte
Odón o Eudes II de Champlitte (murió en mayo de 1204 en el Sitio de Constantinopla) fue el primer hijo de Odón I de Champlitte y nieto de Hugo, conde de Champaña, aunque Hugo repudió a Odón I. Junto con su hermano, Guillermo de Champlitte, Odón fue un líder destacado de la Cuarta Cruzada. Fue herido en el sitio de Constantinopla y murió poco después en mayo de 1204. Dejó una esposa, Emeline de Broyes, que era mucho más joven, y una hija, Oda u Odeta o Euda, que se casó con Hugo I de Gante. Emiline era hija de Isabel de Druex y Hugo III de Broyes.